# Hammam Beni Salah
Hammam Beni Salah (în arabă حمام بنى صالح) este o comună din provincia El Tarf, Algeria.
Populația comunei este de 5.235 de locuitori (2008).